# Topplån
Topplån är den del av ett bostadslån som vanligtvis ligger i intervallet 70% till 85% av köpeskillingen vid fastighetsköp. Detta lån har högre risk än ett bottenlån, eftersom en prisnedgång i första hand drabbar topplånet. Ett topplån har därför i regel högre ränta än ett bottenlån. I övrigt har ett topplån ofta samma villkor som ett bottenlån. Idag används termen topplån sällan och erbjuds år 2017 i regel inte av svenska banker.
Tidigare var ett topplån ett lån som ofta togs för att täcka den del av ett bostadslån (15%) vid fastighetsköp som inte täcks av ett bottenlån. Numera används dock inte termen topplån längre då man sedan införandet av bolånetaket 2010 högst får låna 85% av bostadens köpeskilling. Idag återstår alternativet att ta ett lån utan säkerhet, även så kallat blancolån, för att betala de 15% av köpeskillingen som brukar kallas för kontantinsats. Denna lånetyp är väsentligt mycket dyrare än topplån och framförallt bottenlån. På så vis krävs i större utsträckning egna kontanta medel vid bostadsköp jämfört med innan bolånetaket infördes.

## Skillnad på topplån och blancolån
Vissa menar att skillnaden mellan topplån och blancolån/privatlån är obefintlig, då båda alternativen är ett lån utan säkerhet. Detta är inte helt korrekt. För topplån i kombination med bottenlån så kan man aldrig låna mer än sammanlagt 85% av bostadens köpeskilling. Det går däremot att öka belåningsgraden med ett privatlån (blancolån) vid sidan om sitt bolån.